# Randal Kleiser
Randal Kleiser (Filadelfia, 20 luglio 1946) è un regista statunitense, noto per aver diretto Grease (1978) e Laguna blu (1980).

## Biografia
Durante il primo anno presso la University of Southern California, ha recitato nel cortometraggio studentesco Freiheit, diretto da George Lucas. In quel periodo, Kleiser viveva anche nella stessa casa affittata da Lucas. Laureatosi nel 1968, il suo film di tesi per il master, Peege (1973), un cortometraggio premiato che racconta il legame tra un nipote e la nonna malata, ha segnato l’inizio della sua carriera. Nel 2007 è stato selezionato per la conservazione nel National Film Registry della Biblioteca del Congresso degli Stati Uniti. Nello stesso anno ha diretto anche un cortometraggio animato intitolato Foot Fetish, trasmesso circa dieci anni dopo durante una puntata di Saturday Night Live. Negli anni settanta, Kleiser ha diretto diversi film per la televisione, tra cui Dawn: Portrait of a Teenage Runaway (1975), The Boy in the Plastic Bubble (1976), con protagonista John Travolta, e The Gathering (1977), vincitore di un Emmy Award. È stato scelto per dirigere il suo primo film per il cinema, Grease (Brillantina) (1978), in gran parte grazie alla raccomandazione di Travolta dopo la loro collaborazione nel film televisivo del 1976.
Successivamente ha diretto numerosi lungometraggi, tra cui Laguna blu (1980) con Brooke Shields, Summer Lovers (1982) con Daryl Hannah, Bulldozer (1984) con Jamie Lee Curtis, Navigator (1986), noto per il primo utilizzo del morphing digitale in un film, Big Top Pee-wee - La mia vita picchiatella (1988), Zanna Bianca - Un piccolo grande lupo (1991) e Tesoro, mi si è allargato il ragazzino (1992). A Londra ha diretto la commedia Senza nessun timore (1989). Nel 1996 ha scritto e diretto Un party per Nick. Dichiaratamente omosessuale, in qualità di sceneggiatore e produttore ha realizzato per la Universal Pictures il film sul surf North Shore (1987) e ha diretto il thriller L'ombra del dubbio (1998). Nello stesso anno, ha stipulato un accordo con la Management Company Entertainment Group per sviluppare, dirigere e produrre film a basso budget finanziati dallo studio, oltre a sostenere progetti indipendenti di studenti promettenti e registi internazionali emergenti.

## Filmografia

### Regista

#### Cinema
- Grease (Brillantina) (Grease) (1978)
- Laguna blu (The Blue Lagoon) (1980)
- Summer Lovers (1982)
- Bulldozer (Grandview, U.S.A.) (1984)
- Navigator (Flight of the Navigator) (1986)
- Big Top Pee-wee - La mia vita picchiatella (Big Top Pee-wee) (1988)
- Senza nessun timore (Getting It Right) (1989)
- Zanna Bianca - Un piccolo grande lupo (White Fang) (1991)
- Tesoro, mi si è allargato il ragazzino (Honey I Blew Up the Kid) (1992)
- Honey, I Shrunk the Audience (1994) (non accreditato)
- Un party per Nick (It's My Party) (1996)
- L'ombra del dubbio (Shadow of Doubt) (1998)
- Summertime - Sole, cuore... amore, a.k.a. Amore al primo tuffo (Love Wrecked) (2005)
- Cappuccetto rosso (Red Riding Hood) (2007)

#### Televisione
- All Together Now (1975) - film TV
- The Boy in the Plastic Bubble (1976) - film TV